# The Ed Hunter Tour
The Ed Hunter Tour начался в Сент-Джоне, Нью-Брансуик, Канада. Iron Maiden начали репетиции на Harbour Station, самой большой арене города за приблизительно неделю, затем выступая там в течение одной ночи перед осуществлением тура. Это первый тур, который включает текущий состав Iron Maiden с возвращением Эдриана Смита, который ушёл в 1990 году и Брюса Дикинсона, который ушёл в 1993 году.
В Лос-Анджелесе гитарист Дэйв Мюррей сломал мизинец, что привело к отмене следующих трех концертов Iron Maiden.
Эдриан Смит отсутствовал на трех концертах из-за похорон его отца.

## Сет-лист
1. «Intro: Churchill’s Speech»
2. «Aces High» (с Powerslave, 1984)
3. «Wrathchild» (с Killers, 1981)
4. «The Trooper» (с Piece of Mind, 1983)
5. «2 Minutes to Midnight» (с Powerslave, 1984)
6. «The Clansman» (с Virtual XI, 1998)
7. «Wasted Years» (с Somewhere in Time, 1986)
8. «Killers» (с Killers, 1981)
9. «Futureal» (с Virtual XI, 1998)
10. «Man on the Edge» (с The X Factor, 1995)
11. «Powerslave» (с Powerslave, 1984)
12. «Phantom of the Opera» (с Iron Maiden, 1980)
13. «The Evil That Men Do» (с Seventh Son of a Seventh Son, 1988)
14. «Fear of the Dark» (с Fear of the Dark, 1992)
15. «Iron Maiden» (с Iron Maiden, 1980)
16. «The Number of the Beast» (с The Number of the Beast, 1982)
17. «Hallowed Be Thy Name» (с Number of the Beast, 1982)
18. «Run to the Hills» (с Number of the Beast, 1982)

Примечание
- «Stranger in a Strange Land» (с Somewhere In Time, 1986) исполнялась только на первых пяти концертах тура.

## Даты выступлений
| Дата             | Город            | Страна           | Место проведения                |
| Северная Америка | Северная Америка | Северная Америка | Северная Америка                |
| ---------------- | ---------------- | ---------------- | ------------------------------- |
| 11 июля 1999     | Сент-Джон        | Канада           | Harbour Station                 |
| 13 июля 1999     | Монреаль         | Канада           | Белл-центр                      |
| 14 июля 1999     | Квебек           | Канада           | L’Agora                         |
| 16 июля 1999     | Нью-Йорк         | США              | Hammerstein Ballroom            |
| 17 июля 1999     | Нью-Йорк         | США              | Hammerstein Ballroom            |
| 18 июля 1999     | Бостон           | США              | Orpheum Theatre                 |
| 20 июля 1999     | Торонто          | Канада           | Massey Hall                     |
| 21 июля 1999     | Кливленд         | США              | Plain Dealer Pavilion           |
| 23 июля 1999     | Милуоки          | США              | Eagles Ballroom                 |
| 24 июля 1999     | Кларкстон        | США              | Pine Knob Music Theatre         |
| 25 июля 1999     | Чикаго           | США              | Aragon Ballroom                 |
| 27 июля 1999     | Гринвуд-Виллидж  | США              | Fiddler’s Green Amphitheatre    |
| 30 июля 1999     | Лос-Анджелес     | США              | Greek Theater                   |
| 31 июля 1999     | Сан-Хосе         | США              | San Jose Event Center (Отменен) |
| 2 августа 1999   | Лас-Вегас        | США              | The Joint (Отменен)             |
| 3 августа 1999   | Меса             | США              | Mesa Amphitheatre (Отменен)     |
| 5 августа 1999   | Эль-Пасо         | США              | El Paso County Coliseum         |
| 7 августа 1999   | Сан-Антонио      | США              | Sunken Gardens Amphitheatre     |
| 8 августа 1999   | Даллас           | США              | Bronco Bowl                     |
| Европа           |                  |                  |                                 |
| 9 сентября 1999  | Париж            | Франция          | Берси                           |
| 10 сентября 1999 | Роттердам        | Нидерланды       | Ahoy' Rotterdam                 |
| 12 сентября 1999 | Гамбург          | Германия         | Sporthalle                      |
| 13 сентября 1999 | Гданьск          | Польша           | Hala Olivia                     |
| 15 сентября 1999 | Хельсинки        | Финляндия        | Helsinki Ice Hall               |
| 17 сентября 1999 | Стокгольм        | Швеция           | Глобен-Арена                    |
| 18 сентября 1999 | Гётеборг         | Швеция           | Scandinavium                    |
| 20 сентября 1999 | Эссен            | Германия         | Grugahalle                      |
| 21 сентября 1999 | Штутгарт         | Германия         | Schleyer-Halle                  |
| 23 сентября 1999 | Милан            | Италия           | Filaforum                       |
| 25 сентября 1999 | Барселона        | Испания          | Palau Olympic                   |
| 26 сентября 1999 | Мадрид           | Испания          | Арена Лас-Вентас                |
| 1 октября 1999   | Афины            | Греция           | Peristeri Stadium               |